# Ordinul dominican în România

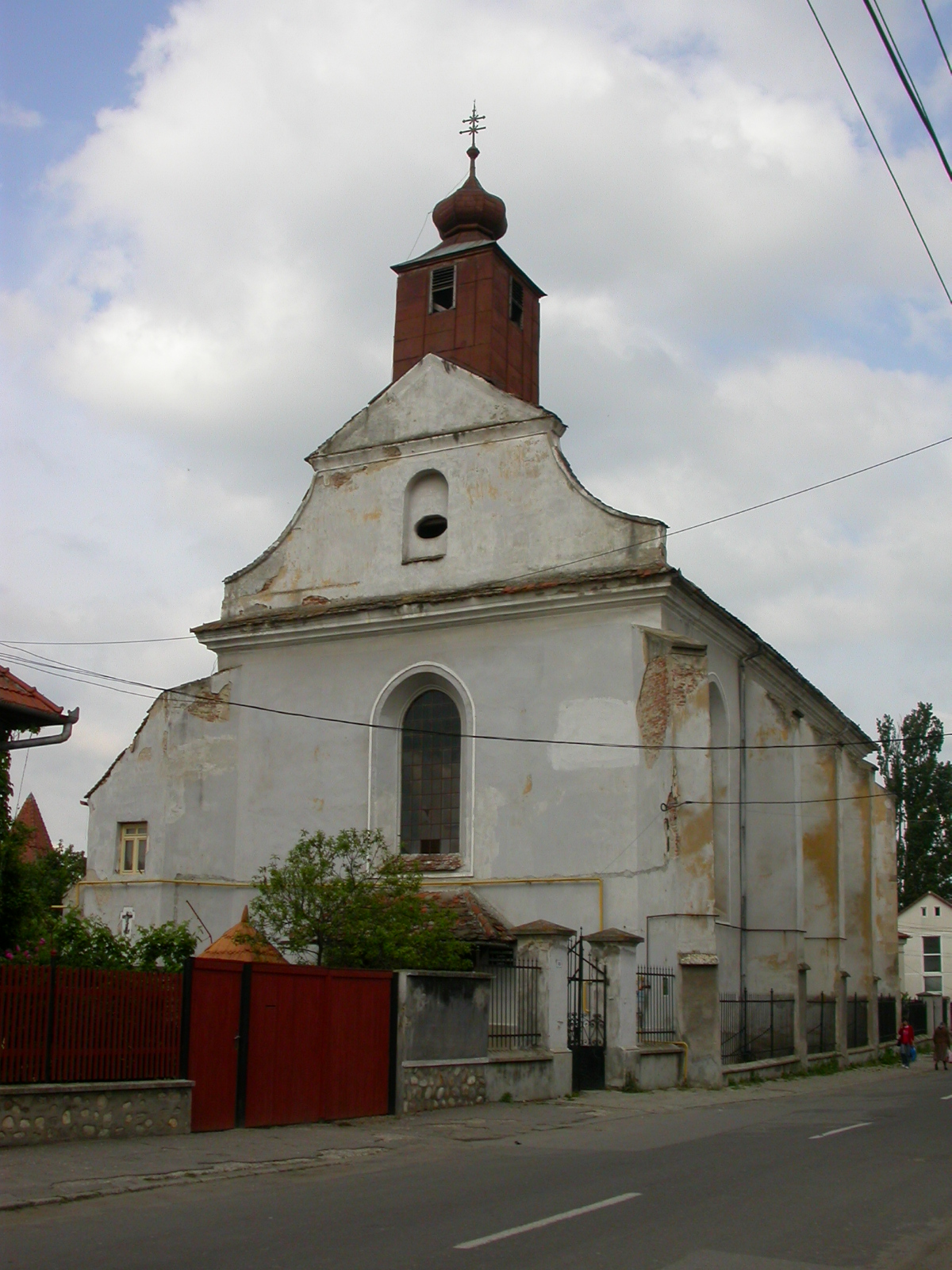
Biserica franciscană din Sebeș (inițial biserică dominicană), monument din secolul al XIV-lea.

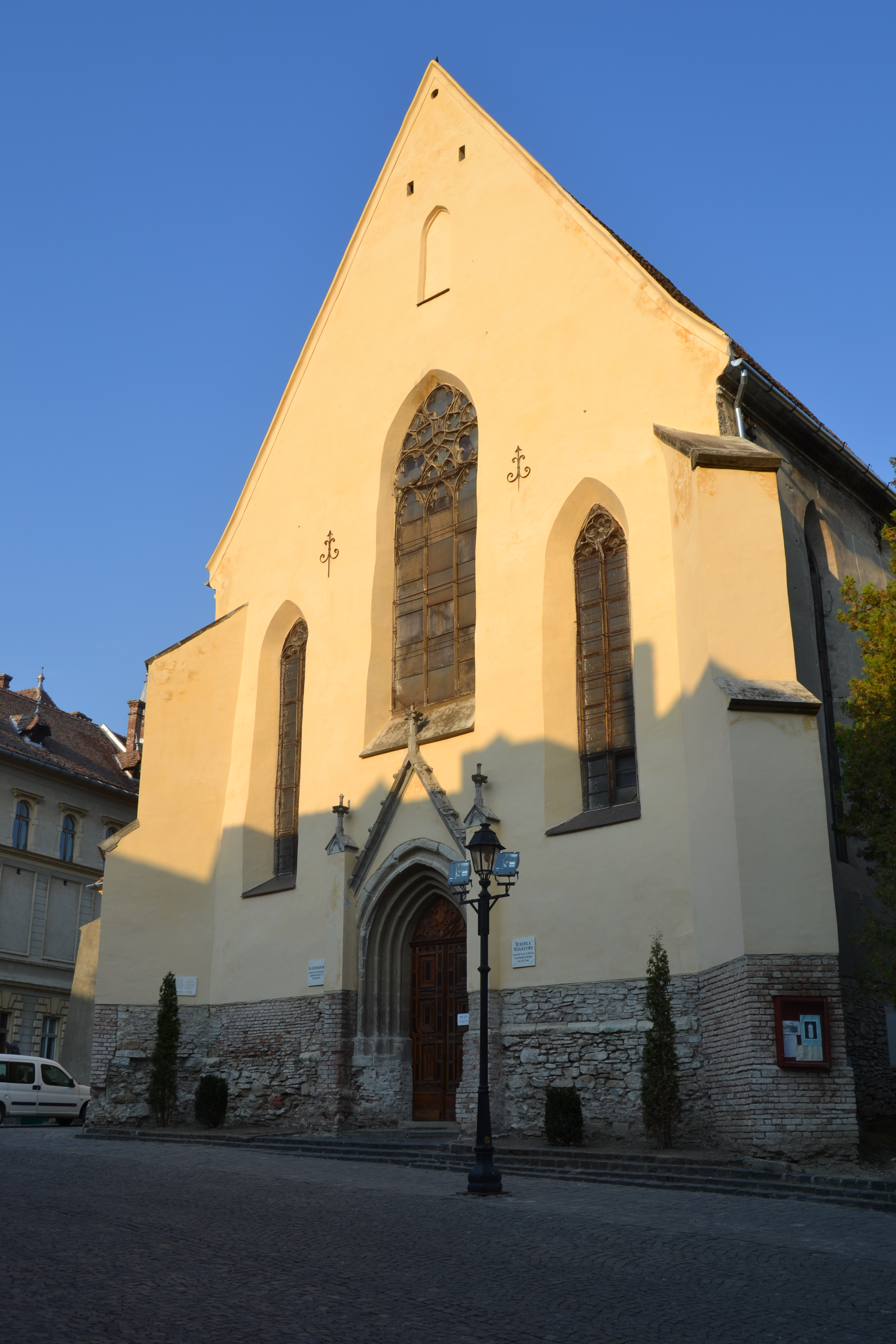
Biserica Mănăstirii din Sighișoara, în prezent biserică parohială luterană.

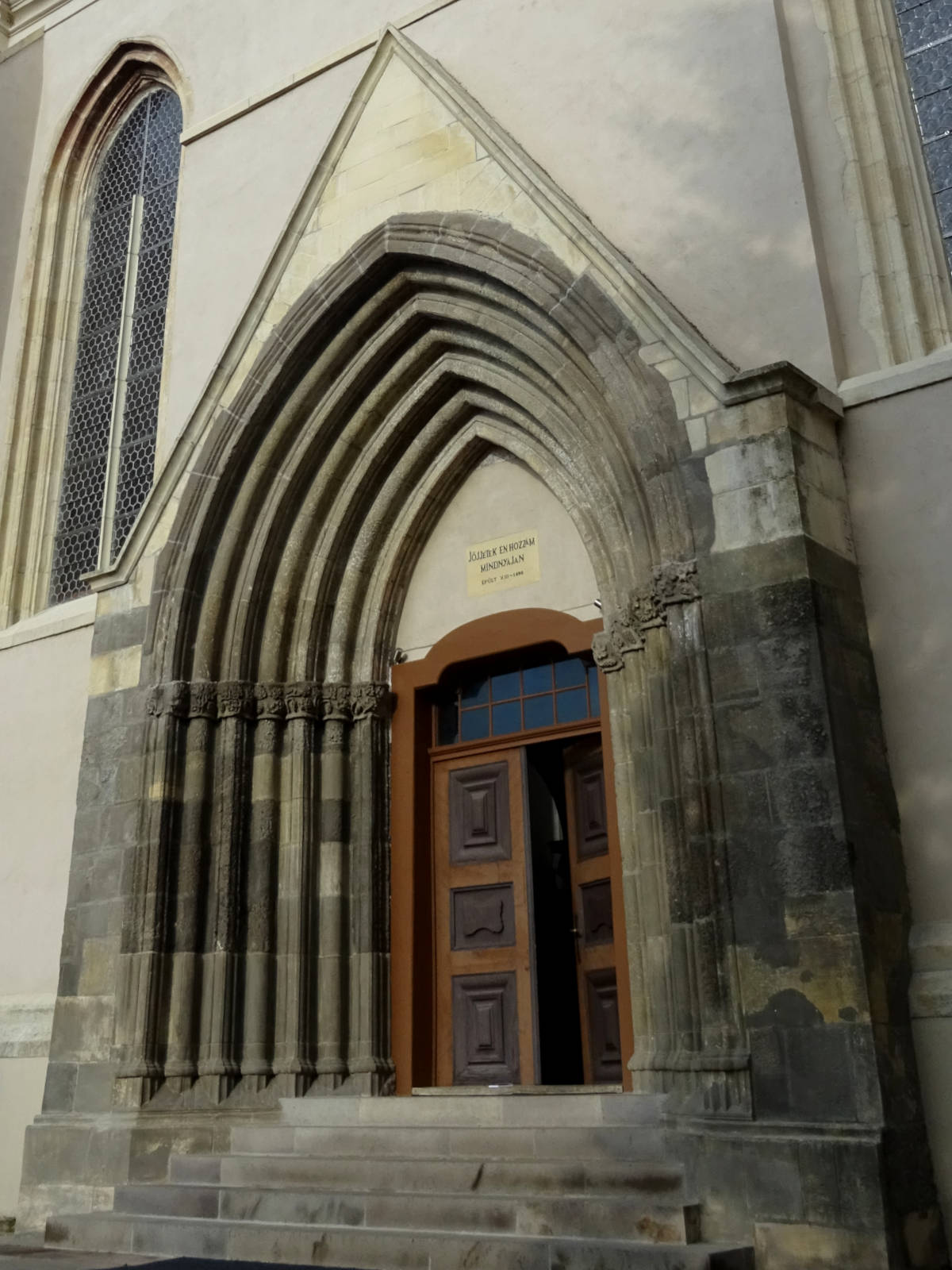
Intrarea în Biserica din Cetatea Târgu Mureș, în prezent biserică parohială calvină.

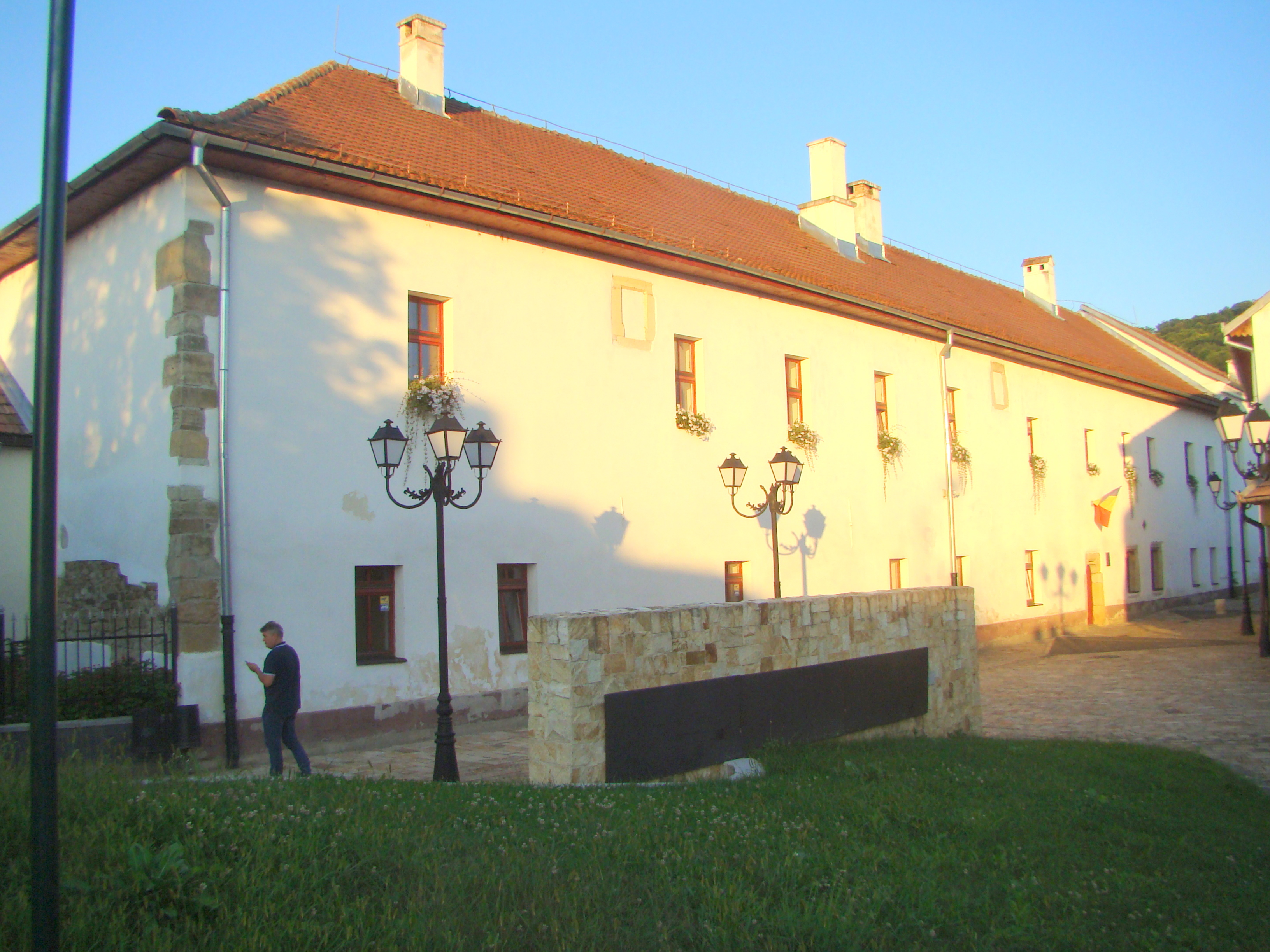
Mănăstirea dominicană din Bistrița, în prezent cămin de bătrâni, monument istoric.

Prezența ordinului dominican pe actualul teritoriu al României a început imediat după întemeierea sa, în secolul al XIII-lea. Astfel, unul din primii martiri din ordinul dominican, profesorul Paulus Hungarus⁠(en)[traduceți] de la Bologna, a fost ucis la 10 februarie 1241 în Moldova. Scopul prezenței dominicanilor în Episcopia de Milcov și Episcopia de Siret era răspândirea creștinismului în rândul cumanilor.
În Transilvania au activat în special dominicani din Regatul Ungariei, iar în Moldova în special dominicani din Regatul Poloniei. Caracteristica ordinului dominican este așezarea călugărilor în mediul urban, ei fiind prezenți în toate marile orașe din Europa Apuseană, inclusiv în cele din Voievodatul Transilvaniei. 

## Edificii
Mănăstiri dominicane au existat la Bistrița, Brașov, Cluj, Odorheiu Secuiesc, Oradea, Sebeșul Săsesc, Sibiu, Sighișoara și Târgu Mureș. 
Clujul a fost un important centru al dominicanilor din Transilvania. Actuala Biserică franciscană din Cluj a fost în evul mediu biserica mănăstirii dominicane (vezi Claustrul dominican-franciscan din Cluj). Tot în Cluj a existat și Mănăstirea Sfântul Egidiu, a surorilor dominicane, însă aceasta nu a fost identificată în teren, ea dispărând complet după în Reforma protestantă.
După instaurarea administrației austriece dominicanii nu s-au reîntors în vechile lor centre.